# Meetkundige rij
Een meetkundige rij is in de wiskunde een rij getallen waarvan het quotiënt van twee opeenvolgende termen een constante is, de  reden genaamd. Elk volgend element ontstaat door zijn voorganger met de reden te vermenigvuldigen. Als a het eerste element is van de rij en r de reden, ligt de gehele rij vast. Het begin van de rij is dan:
{\displaystyle a,ar,ar^{2},ar^{3},\ldots }

## Het algemene element
Het eerste element is:
{\displaystyle t_{1}=a}
Het {\displaystyle n}-de element is recursief gegeven door:
{\displaystyle t_{n}=r\,t_{n-1}},
zodat
{\displaystyle t_{n}=a\,r^{n-1}}

## Partiële sommen
Als de opeenvolgende elementen van een rij steeds bij elkaar worden opgeteld, dan spreken we van een reeks, in dit geval een meetkundige reeks.
De partiële som sn van de eerste n elementen van een meetkundige rij met eerste element a en reden r wordt voor r ≠ 1 gegeven door
{\displaystyle s_{n}=\sum _{k=1}^{n}t_{k}=a\,{\frac {1-r^{n}}{1-r^{\ }}}}
Voor r = 1 hebben we de triviale recursie tn = tn − 1 en dus geldt
{\displaystyle s_{n}=na}
Als | r | < 1, is de meetkundige reeks convergent en kan de som s (de som van "alle" elementen) berekend worden:
{\displaystyle s=\sum _{k=1}^{\infty }t_{k}={\frac {a}{1-r}}}
Voor | r | ≥ 1 is de meetkundige reeks divergent, behalve als {\displaystyle a=0}.
Voor r ≥ 1 en a > 0 divergeert de reeks naar "oneindig". Voor r ≥ 1 en a < 0 divergeert de reeks naar "min oneindig". Voor r ≤ −1 en a ≠ 0 is de reeks divergent en gaat niet naar oneindig of min oneindig.

### Voorbeeld
Gegeven is de volgende rij: 1, 1/2, 1/4, 1/8, 1/16, ... Dit is een meetkundige rij met eerste element 1 en reden ½.
Het 15e element is
{\displaystyle t_{15}=ar^{15-1}=2^{-14}}
De som van de eerste 15 elementen is:

Schematische weergave van de meetkundige reeks 1 + 1/2 + 1/4 + 1/8 + ... die convergeert naar 2.

{\displaystyle s_{15}=a{\frac {1-r^{15}}{1-r}}=1\cdot {\frac {1-\left({\tfrac {1}{2}}\right)^{15}}{1-{\tfrac {1}{2}}}}=2\left(1-2^{-15}\right)=2-2^{-14}}
De som van de oneindige reeks is:
{\displaystyle s=a{\frac {1}{1-r}}=1\cdot {\frac {1}{1-{\frac {1}{2}}}}=2}.

### Afleiding van de formule voor de partiële som
Er geldt zowel:
{\displaystyle s_{n}=\sum _{k=1}^{n}ar^{k-1}=a+ar+ar^{2}+\dots +ar^{n-1}}
als:
{\displaystyle rs_{n}=ar+ar^{2}+ar^{3}+\ldots +ar^{n-1}+ar^{n}}
Aftrekken van de tweede uitdrukking van de eerste geeft:
{\displaystyle s_{n}-rs_{n}=a-ar^{n}},
zodat:
{\displaystyle s_{n}(1-r)=a(1-r^{n})}
en dus:
{\displaystyle s_{n}=a{\frac {1-r^{n}}{1-r\ }}} , mits r ≠ 1,
Merk op dat we voor |r| < 1 hebben dat {\displaystyle \lim _{n\to \infty }r^{n}=0} en daarmee:
{\displaystyle s=\lim _{n\to \infty }s_{n}=\lim _{n\to \infty }a{\frac {1-r^{n}}{1-r\ }}={\frac {a}{1-r}}}

## Toepassingen
Meetkundige rijen komen vaak voor in praktische situaties. Een bekend voorbeeld is dat van interestberekeningen: bij een vaste rentevoet van r (per periode van bijvoorbeeld een jaar) groeit het kapitaal elke periode aan met een factor (reden) 1 + r. Een oorspronkelijk kapitaal K is na n perioden aangegroeid tot K(1 + r)n. Andere voorbeelden betreffen de hoogte die een stuiterende bal bereikt na n keer stuiteren, en de intensiteit van licht dat n keer weerkaatst is. Repeterende decimale breuken kunnen worden opgevat als meetkundige reeksen en daardoor eenvoudig worden omgezet in natuurlijke breuken.